# Ellie (The Last of Us)
Ellie es un personaje de la serie de videojuegos The Last of Us desarrollada por Naughty Dog. Es interpretada por Ashley Johnson mediante captura de movimiento y actuación de voz; en la adaptación de televisión, es interpretada por Bella Ramsey. En el primer videojuego, The Last of Us (2013), a Joel Miller se le encomienda escoltar a una Ellie de 14 años a través de unos Estados Unidos postapocalípticos con el objetivo de crear una cura para una infección a la que Ellie es inmune. Aunque los jugadores asumen brevemente el control de Ellie, sus acciones son controladas principalmente por inteligencia artificial. Ellie reaparece como personaje jugable en el contenido descargable The Last of Us: Left Behind (2014), una precuela en la que pasa tiempo con su amiga Riley. En The Last of Us Part II (2020), los jugadores controlan a una Ellie de 19 años mientras busca vengarse de Abby.
Ellie fue creada por Neil Druckmann y Bruce Straley, los directores de The Last of Us. Inspirados por un personaje mudo propuesto para Uncharted 2: El reino de los ladrones (2009), la diseñaron como una figura femenina fuerte con una relación cercana con Joel; a lo largo la producción del primer videojuego, la relación entre Ellie y Joel fue el eje central. Johnson inspiró aspectos de la personalidad de Ellie, lo que llevó a Druckmann a hacerla más activa en el combate contra enemigos hostiles. Tras las comparaciones con el parecido físico del actor canadiense Elliot Page, Naughty Dog rediseñó la apariencia de Ellie para reflejar mejor la personalidad de Johnson y hacerla parecer más joven. Para su interpretación en The Last of Us Part II, Johnson tuvo en cuenta sus propias experiencias con la ansiedad e investigó los efectos del trastorno por estrés postraumático.
El personaje ha sido bien recibido por la crítica, siendo la relación de Ellie con Joel el aspecto más elogiado. También se ha destacado la fortaleza y complejidad del personaje, así como la subversión que realiza del estereotipo de la damisela en apuros. Una escena en la que Ellie y Riley se besan en The Last of Us: Left Behind generó comentarios sociales y fue aclamada como un avance en la representación LGBT en los videojuegos. La interpretación de Johnson en The Last of Us Part II fue elogiada por su retrato de la vulnerabilidad y el sufrimiento. Tanto el personaje como su interpretación han recibido numerosos premios y nominaciones, y han sido frecuentemente bien valorados en encuestas y listas. La interpretación de Ramsey en la serie televisiva ha recibido elogios similares.

## Creación
El concepto de Ellie comenzó con una idea no utilizada para Uncharted 2: El reino de los ladrones (2009). Neil Druckmann y Bruce Straley, directores de The Last of Us (2013), concibieron una secuencia con un personaje femenino mudo que acompañaría al protagonista de Uncharted, Nathan Drake; Druckmann pensó que así se crearía una relación «hermosa». Un primer nombre alternativo para el personaje era Lily; Druckmann eligió Ellie porque había pensado en ese nombre para su hija. Druckmann, guionista de The Last of Us, diseñó a Ellie como contrapartida de Joel, el personaje jugable principal. También pretendía demostrar que se podía crear un vínculo entre personajes únicamente a través de la jugabilidad. Druckmann describió el videojuego como una historia de madurez para Ellie, en la que adopta las cualidades de una superviviente.

### Castin
Ashley Johnson fue elegida para interpretar a Ellie en The Last of Us poco después de sus audiciones; el equipo de desarrollo consideró que encajaba en el papel, sobre todo cuando actuaba junto a Troy Baker, que interpretaba a Joel. Johnson hizo importantes contribuciones al desarrollo del personaje de Ellie. Convenció a Druckmann para que dotara a Ellie de una personalidad más independiente y para que tuviera más éxito en combate. Como Ellie, las actuaciones de Johnson se grabaron en su mayor parte mediante tecnología de captura de movimiento, que produjo aproximadamente el 85% de las animaciones del videojuego. Los elementos de audio restantes se grabaron más tarde en un estudio. Johnson se sentía a veces incómoda mientras interpretaba escenas «perturbadoras». Sin embargo, estaba entusiasmada por interpretar un raro ejemplo de personaje femenino fuerte en un videojuego. Para The Last of Us Part II (2020), Johnson tuvo en cuenta sus propias experiencias con la ansiedad e investigó los efectos del trastorno por estrés postraumático (TEPT) con Druckmann.
En España, Ellie es doblada por María Blanco.

### Apariencia
El equipo consideró que era fundamental establecer la apariencia de Ellie. Decidieron que tenía que parecer lo bastante joven como para que su relación con Joel —que tiene unos 40 años— fuera creíble, pero lo bastante mayor como para ser creíble como una adolescente con recursos capaz de sobrevivir. El equipo también consideró que Ellie era importante para la mercadotecnia; Druckmann dijo que, cuando se les pidió que mudaran la imagen de Ellie de la parte delantera del envoltorio del juego a la trasera, «todos en Naughty Dog se negaron rotundamente».
Tras el anuncio de The Last of Us, se hicieron comparaciones entre Ellie y el actor Elliot Page. Este afirmó que Naughty Dog había «robado» su rostro y que «no lo apreciaba», ya que estaba actuando en otro juego, Beyond: Two Souls (2013). Según Straley, Naughty Dog no tenía conocimiento de la participación de Page en Beyond: Two Souls, que se anunció varios meses después de The Last of Us. Kotaku observó que algunos jugadores probablemente confundirían a los personajes. Straley afirmó que, tras las comparaciones, Naughty Dog rediseñó el aspecto de Ellie porque «queremos que nuestros personajes se valgan por sí mismos». Druckmann y Straley afirmaron que el cambio se hizo para reflejar mejor la personalidad de Johnson y hacerla más joven. Se reveló en un tráiler en mayo de 2012.
Para The Last of Us Part II, el aspecto de Ellie se sometió a años de envanecimiento; el equipo quería una transición lógica desde el primer juego, manteniendo al mismo tiempo un atuendo «práctico pero personal». La artista de personajes principal, Ashley Swidowski, diseñó los ojos de Ellie para que fueran sombríos; en el primer videojuego, Ellie tenía los ojos más abiertos para reflejar su naturaleza infantil. El tatuaje de polilla de Ellie fue diseñado por la artista Natalie Hall después de que el equipo luchara por decidirse por un diseño. Hall dibujó el tatuaje en el brazo de un desarrollador para que el equipo pudiera visualizarlo. Druckmann pensó que la obsesión de las polillas por la luz reflejaba la obsesión de Ellie en el videojuego y servía como recordatorio de Joel.

### Escritura
The Last of Us: Left Behind (2014) fue escrito para centrarse específicamente en la relación entre Ellie y Riley, y para relatar los acontecimientos que definieron sus personalidades posteriores. Druckmann también se inspiró en las guerras que tuvieron lugar en Siria y Afganistán; sintió que, al igual que Ellie, el conflicto era familiar para los niños de esos países. The Last of Us: Left Behind ve cómo el comportamiento de Riley cambia a Ellie, lo que da lugar a que esta última se centre en luchar para salvar a sus allegados. El equipo también se interesó por el comportamiento de Ellie con Riley; se la percibe más juguetona. En The Last of Us: Left Behind, Ellie y Riley comparten un beso; el equipo se planteó omitir el beso del videojuego, pero consideró que era imprescindible para la historia y reforzaba la relación. Aunque al principio solo pensaba que Ellie veía a Riley como una influencia, Druckmann consideró más tarde su atractivo romántico y decidió explorar el concepto.
Para The Last of Us Part II, Druckmann recordó la emoción del equipo por explorar más a Ellie como protagonista, sobre todo desarrollando la pérdida de su inocencia, comparándola con la sensación de los guionistas de Breaking Bad (2008–2013) cuando se les dio la oportunidad de explorar a Walter White. El equipo discutió la posibilidad de crear una secuela sin Ellie y Joel, pero consideraron que era menos interesante. El entusiasmo de Ellie por la astronomía se basaba en los propios intereses de Johnson, mientras que su obsesión por los cómics se basa en la infancia de Druckmann. La coguionista y directora narrativa de la secuela, Halley Gross, consideró que la decisión de Ellie de seguir la pista de Abby estaba motivada por su deseo de superar su TEPT más que por su deseo de matar a Abby. Gross, que ha padecido TEPT, consideraba que era su responsabilidad representar con precisión el tema; quería que los jugadores que pudieran haber sufrido traumas comprendieran que no están solos. Los guionistas querían deconstruir la percepción de la violencia en Joel y Ellie: mientras que Joel es indiferente y práctico, Ellie mata para mantener una «cultura del honor» vinculando la violencia a su ego. Algunos miembros del equipo consideraron que la obsesión de Ellie por Abby era similar a una adicción a las drogas, y que Dina se marchó porque sentía que la obsesión no acabaría nunca. Gross consideró que el plano final del juego, en el que Ellie deja la guitarra que le regaló Joel, representaba a Ellie superando su muerte y abriendo un nuevo capítulo. Druckmann opinaba que representaba a Ellie superando por fin su ego, pero prefería que el jugador creara su propia interpretación.

### Jugabilidad
Para The Last of Us, la inteligencia artificial (IA) de Ellie requirió una revisión significativa del motor del juego. El equipo hizo que se mantuviera cerca de Joel, para evitar que los jugadores la vieran como una carga. El programador de la IA, Max Dyckhoff dijo que, para garantizar que Ellie tomara decisiones realistas durante el juego, tuvo en cuenta «por lo que estaba pasando» y «cómo sería su relación con Joel y los enemigos». Durante el segmento invernal de The Last of Us, los jugadores asumen el control de Ellie. Los desarrolladores se aseguraron de que este cambio, así como el conocimiento de la inmunidad de Ellie, se mantuviera en secreto antes del lanzamiento del videojuego para sorprender a los jugadores.

### Serie de televisión

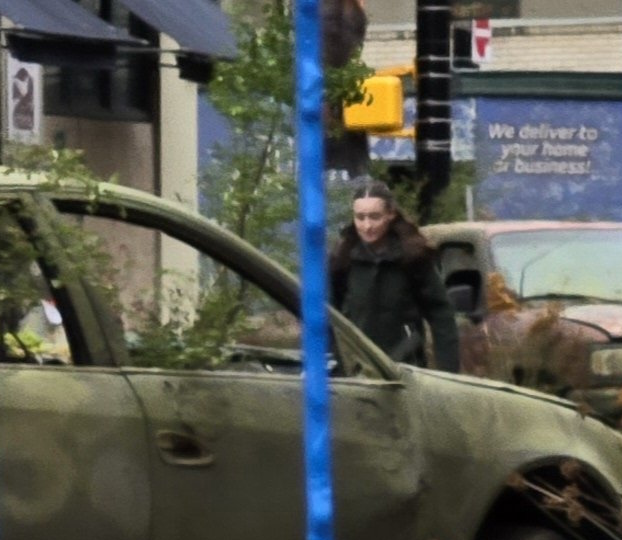
Bella Ramsey filmando la segunda temporada de The Last of Us en el centro de Vancouver (Canadá) en agosto de 2024.

El 10 de febrero de 2021 se anunció que Bella Ramsey interpretaría a Ellie en la adaptación televisiva de HBO. Todas las actrices que se consideraron para el papel de Ellie en la adaptación cinematográfica cancelada —como Maisie Williams y Kaitlyn Dever— habían dejado de ser tenidas en cuenta para cuando la serie estaba en producción, lo que dio lugar a un reinicio de las candidaturas. Se había considerado a unas 105 actrices; los productores buscaban a una intérprete que pudiera representar a un personaje ingenioso, extravagante y potencialmente violento; tras ver la cinta de la audición de Ramsey, hablaron con David Benioff y D. B. Weiss —directores de Game of Thrones, en la que Ramsey tenía un papel recurrente—, quienes les aseguraron su talento; Ramsey consiguió el papel menos de un mes después.
Ramsey recibió la noticia de su elección durante la producción de otro proyecto. Afirmó que la serie le pareció «lo más grande que ha hecho». Ramsey conocía el juego antes de su audición, pero se le animó a no jugarlo para evitar replicar la actuación original, y en su lugar vio algunas partidas en YouTube para «hacerse una idea»; no lo jugó incluso después de la filmación de la primera temporada. Quería que su interpretación recordara a los juegos sin copiarlos. Ramsey, que es inglesa, aprendió un acento estadounidense para el papel y tuvo que cortarse cerca de 40 centímetros de pelo para la primera temporada. Llevó un compresor de pecho durante el noventa por ciento de la producción para concentrarse mejor en el estudio de grabación.
Mientras que Ramsey vivió con su madre durante la producción de la primera temporada, eligió vivir sola durante la segunda, reflejando la creciente independencia de Ellie. Craig Mazin, cocreador y showrunner de la serie, consultó regularmente con Ramsey durante la producción debido a la intensidad del trabajo de acrobacias. Ramsey estaba más preocupada por las escenas emotivas, para las que se preparaba siendo «lo más ligera y enérgica posible»; se preparó para la escena de la muerte de Joel escuchando en bucle «Peanut Butter Jelly Time» de Buckwheat Boyz para compensar la oscuridad y el agotamiento, así como «Fuzzyfalafelosophy» de Dan Reeder. Ramsey consideró a la segunda temporada como «una experiencia más solitaria» y tuvo dificultades durante las escenas de discusión debido a su estrecha relación con su padre. Consideró que su propia experiencia con el «amor» durante la filmación de la segunda temporada —en la que Ellie tiene un interés amoroso— fue «realmente especial».
Mazin consideró más interesantes los encuentros de combate de Ellie debido al tamaño de Ramsey, explorando técnicas utilizadas por personas pequeñas contra enemigos grandes, como el jiu-jitsu brasileño. Ramsey se entrenó en boxeo, jiu-jitsu y levantamiento de pesas durante dos meses antes de la filmación; las acrobacias le parecieron divertidas pero agotadoras. A Ramsey le preocupaba que su tipo de cuerpo no coincidiera con el de Ellie en el videojuego, sobre todo en su falta de definición muscular, pero Mazin quería que la fuerza de Ellie se transmitiera más en su postura y confianza; sentía que había sido testigo del crecimiento de la personalidad y madurez emocional de Ramsey entre temporadas, lo que se refleja en la serie.

## Personalidad
Ellie es descrita como «madura más allá de su edad» como resultado de las circunstancias de su entorno. Se la caracteriza como fuerte, ingeniosa y «un poco tosca». Su trauma emocional se acentúa tras su encuentro con David. Al haber perdido a muchas personas en su vida, sufre una grave autofobia y culpa del superviviente. Esto hace que se convierta en una persona muy endurecida; utiliza la violencia sin dudarlo y emplea con frecuencia lenguaje soez. Ellie también se siente inútil, cree que su vida es una carga y que su muerte sería beneficiosa para los demás. Aunque muestra iniciativa, no es tan experta en supervivencia como Joel, ya que es algo impulsiva e ingenua. No sabe nadar hasta que Joel le enseña a hacerlo poco antes de los sucesos de Part II. A pesar de ello, muestra una gran resistencia física, fortaleza emocional y total intrepidez, como demuestra su capacidad para cuidarse a sí misma y a Joel cuando éste resulta gravemente herido. Ellie es lesbiana y tiene intereses románticos tanto en Left Behind como en Part II.

## Apariciones
La madre de Ellie, Anna, se vio obligada a renunciar a ella poco después de nacer; al principio fue criada por Marlene, amiga de Anna. Ellie asiste a una academia militar en la zona de cuarentena de Boston, donde entabla amistad con Riley Abel, una compañera rebelde que la protege de abusones, como se muestra en la serie de cómics The Last of Us: American Dreams. Durante los acontecimientos de The Last of Us: Left Behind, que se sitúa tres semanas antes de The Last of Us, Riley regresa tras una larga ausencia y le cuenta a Ellie que se ha unido a las Luciérnagas, un grupo de milicianos insurgentes. Riley abandona su colgante de Luciérnaga cuando Ellie le ruega que se quede, y se besan. Tras ser mordidas por un infectado, ambas se plantean suicidarse, pero deciden pasar sus últimas horas juntas. Sin embargo, Ellie sobrevive y descubre que es inmune a la infección.
En The Last of Us, una Marlene herida encarga a Joel que escolte a Ellie desde Boston hasta un punto de entrega en Colorado para ayudar a las Luciérnagas a desarrollar una vacuna a partir de su inmunidad. Al principio, a Ellie le molesta la hosquedad de Joel, pero crean un vínculo. Al enterarse de que pretende dejarla con su hermano menor Tommy y volver a Boston, huye. Después de que Joel la persiga, ella se enfrenta a él, insistiendo en que no la abandone, y continúan su viaje. Ellie queda traumatizada y retraída tras un encuentro en el que es asaltada y casi asesinada por una banda de caníbales, obligándola a matar a machetazos a su líder David. Después de encontrar la base de Colorado destruida, Joel y Ellie finalmente llegan hasta las Luciérnagas en un hospital de Salt Lake City, donde Joel descubre que las Luciérnagas no pueden crear una vacuna sin matar a Ellie durante la cirugía porque deben remover la cepa mutante del hongo de su cerebro. Mata a Marlene y a las Luciérnagas, se dirige a la sala de operaciones y se lleva a una Ellie inconsciente a un lugar seguro. Más tarde miente a Ellie, diciéndole que las Luciérnagas ya habían encontrado a docenas de personas inmunes y que habían dejado de buscar una cura. Cuando ella se le enfrenta, describiéndole su culpa del superviviente y su urgencia por saber la verdad, él le asegura que está diciendo la verdad.
En The Last of Us Part II, Ellie y Joel se han instalado en la comunidad de Tommy en Jackson. Joel le regala a Ellie una guitarra, cumpliendo así su promesa de enseñarle a tocar. Finalmente, Ellie regresa al hospital de las Luciérnagas y descubre la verdad. Se enfurece con Joel, pues cree que su vida habría importado si la operación hubiera seguido adelante. La relación entre ambos se tensa. Ellie acaba prometiéndole a Joel que intentará perdonarlo, pero al día siguiente es testigo de su asesinato a manos de Abby, una soldado de la milicia e hija del cirujano de las Luciérnagas al que Joel había matado mientras salvaba a Ellie. Junto con su novia Dina, Tommy y Jesse, el exnovio de Dina, Ellie viaja al territorio de la milicia en Seattle para vengarse. En el camino, Ellie revela su inmunidad a Dina, y esta le revela que está embarazada de Jesse. Después de que Ellie mate a varios miembros del grupo de Abby, ésta mata a Jesse, deja lisiado a Tommy y vence a Ellie y Dina. Les perdona la vida y les dice que abandonen Seattle. Tiempo después, Ellie y Dina viven en una granja cerca de Jackson y crían al bebé de Dina, JJ, pero Ellie sufre por estrés postraumático. A pesar de las súplicas de Dina, Ellie sigue el rastro de Abby hasta Santa Bárbara, donde libera a una Abby esclavizada de un grupo de bandidos. Entonces tiene una analepsis de la muerte de Joel y obliga a Abby a pelear. Esta le arranca dos dedos de un mordisco, pero Ellie la domina y comienza a ahogarla; finalmente deja marchar a Abby tras experimentar un recuerdo más feliz de Joel. Ellie regresa a la granja y la encuentra vacía. Se esfuerza por tocar la guitarra de Joel con los dedos que le faltan. Recuerda su promesa de perdonar a Joel, deja la guitarra y se marcha.

## Recepción
El personaje de Ellie ha recibido, en general, críticas positivas. Jason Killingsworth, de Edge, elogió la complejidad de Ellie y felicitó a Naughty Dog por no haberla convertido en «una subordinada, una adolescente precoz que Joel debe cuidar». Ashley Reed y Andy Hartup, de GamesRadar+, nombraron a Ellie como una de las «personajes femeninas más inspiradoras de los videojuegos», afirmando que es «uno de los personajes más modernos y realistas jamás diseñados». Ellie Gibson, de Eurogamer, elogió la fortaleza y vulnerabilidad del personaje, alabando la subversión del cliché de la damisela en apuros. GamesRadar incluyó a Ellie entre los mejores personajes de la generación de videojuegos, afirmando que su coraje supera al de la mayoría de personajes masculinos. Greg Miller, de IGN, comparó a Ellie con Elizabeth de BioShock Infinite (2013), y consideró que la primera era un personaje «mucho más completo y realizado». En cambio, Kimberley Wallace, de Game Informer, sintió que el videojuego se centraba demasiado en Joel, «apenas aprovechando la importancia de Ellie», y Chris Suellentrop, de The New York Times, consideró que Ellie es presentada «en un papel secundario y más subordinado».
Los críticos elogiaron la relación entre Ellie y Joel. Matt Helgeson, de Game Informer, escribió que la relación era «conmovedora» y «bien delineada», Richard Mitchell, de Joystiq, la encontró «auténtica» y emotiva, y Colin Moriarty, de IGN, la identificó como uno de los puntos destacados del juego. Oli Welsh, de Eurogamer, consideró que los personajes fueron desarrollados con «verdadera paciencia y habilidad». Philip Kollar, de Polygon, descubrió que la relación se vio reforzada por las conversaciones opcionales del videojuego. Wallace, de Game Informer, nombró a Joel y Ellie como uno de los «mejores dúos de videojuegos de 2013», valorando su interés en protegerse mutuamente. Kyle Hilliard, de Game Informer, comparó la relación entre Joel y Ellie con la del Príncipe y Elika de Prince of Persia (2008), escribiendo que ambos dúos se preocupan profundamente el uno por el otro, y elogió el «crescendo emocional» en The Last of Us, que, según él, no se había logrado en Prince of Persia. David Meikleham, de PlayStation Official Magazine, nombró a Joel y Ellie como los mejores personajes de un juego de PlayStation 3.
Tras el lanzamiento de The Last of Us: Left Behind, la relación de Ellie con Riley fue elogiada por los críticos. Tom McShea, de GameSpot, sintió un nuevo aprecio por Ellie al observar sus acciones en relación con Riley. Tim Martin, de The Daily Telegraph, elogió las interacciones entre los personajes, y Stace Harman, de Eurogamer, opinó que The Last of Us: Left Behind mejora la comprensión de la relación entre Joel y Ellie. Kirk Hamilton, de Kotaku, describió el beso entre Ellie y Riley como «el momento revolucionario más reciente en los videojuegos», declarándolo «algo muy importante». Keza MacDonald, de IGN, escribió que el beso fue «tan hermoso, natural y divertido que la dejó sin palabras». Luke Karmali, de IGN, cuestionó la motivación de Naughty Dog detrás del beso, señalando que hicieron que los jugadores se encariñaran con el personaje antes de revelar su sexualidad, pero finalmente desestimó esto y elogió el manejo de la sexualidad de Ellie y la sutileza de la escritura. Colin Campbell, de Polygon, nombró a Ellie y Riley entre los mejores personajes de videojuegos de la década de 2010, citando sus diferencias y su eventual cercanía.
Johnson recibió elogios por su actuación en The Last of Us Part II. Chris Carter, de Destructoid, elogió su capacidad para interpretar el personaje nuevamente después de muchos años. Oli Welsh, de Eurogamer, consideró que la actuación de Johnson era «destacada» debido a su representación de «crudeza, vulnerabilidad y rabia». Alex Avard, de GamesRadar+, consideró que la representación del sufrimiento por parte de Johnson era «nada menos que digna de premios». En cuanto al personaje, Jonathon Dornbush, de IGN, escribió que Johnson añadió matices a cada elemento de Ellie. Elise Favis, de The Washington Post, elogió la representación en el videojuego de la salida del armario de Ellie a Joel, comparándola con su propia experiencia y la dificultad de abordar el tema con su padre. Alexandra Ramos, de CinemaBlend, consideró a Ellie como «la primera protagonista femenina abiertamente lesbiana en un juego taquillero», elogiando su relación con Dina. Rafael Motamayor, de The New York Observer, opinó que el personaje de Ellie se vio mejorado por la inclusión de la historia de Abby. Jess Joho, de Mashable, criticó al personaje por depender demasiado de su relación con Joel. Maddy Myers, de Polygon, y Julie Muncy, de Wired, criticaron el desarrollo de Ellie y su incapacidad para aprender de sus errores.
Ellie ganó premios de fin de año por The Last of Us y The Last of Us: Left Behind, incluyendo al mejor personaje nuevo de Hardcore Gamer y personaje más valioso por The Last of Us: Left Behind en los premios de videojuegos del SXSW; recibió una nominación al mejor personaje por Destructoid. La actuación de Ashley Johnson también recibió diversos reconocimientos: como mejor intérprete en los premios British Academy Video Games de 2014 y 2015, mejor interpretación de personaje en los premios D.I.C.E. de 2014, mejor actriz de voz en los premios Spike Video Game de 2013 y mejor intérprete por The Daily Telegraph. Por su trabajo en The Last of Us Part II, Johnson fue nombrada coganadora en la categoría de mejor actuación protagónica en un drama en los premios NAVGTR de 2020. También fue nominada a mejor actuación por IGN y por The Game Awards 2020, y a mejor intérprete en un papel protagónico en los premios British Academy Video Games de 2020; perdió los tres premios frente a Laura Bailey, quien interpretó a Abby. Johnson fue nominada a mejor actuación de voz en los premios Game Audio Network Guild de 2020 y Ellie a mejor personaje en los premios D.I.C.E. de 2020. En 2024, Ellie fue clasificada como la decimonovena personaje de videojuegos más icónica en una encuesta de BAFTA con más de 4 000 participantes.
En la serie de televisión, la actuación de Ramsey y su química con Joel, interpretado por Pedro Pascal, recibieron altos elogios. A partir del cuarto episodio, Aaron Bayne, de Push Square, consideró que la actuación de Ramsey ganaría a los espectadores que dudaban de su elección, elogiando su representación tanto del trauma como del humor. Bernard Boo, de Den of Geek, opinó que el sexto episodio contó con «posiblemente la mejor actuación de su carrera». Simon Cardy, de IGN, elogió su capacidad para alternar entre emoción y comedia. Tom Chang, de Bleeding Cool, calificó la actuación de Ramsey en el séptimo episodio como «digna de premios» y la consideró la más fuerte hasta la fecha. En el octavo episodio, Bernard Boo, de Den of Geek, elogió la capacidad de Ramsey para representar fuerza sin perder la vulnerabilidad, y Gene Park, de The Washington Post, escribió que su actuación «debería finalmente borrar» cualquier duda restante. Ramsey recibió varias nominaciones a premios, incluyendo en los premios Globo de Oro de 2023, premios Primetime Emmy de 2023 y premios TCA de 2023. Muchos críticos consideraron que la segunda temporada fue el punto destacado de Ramsey. Su actuación fue elogiada por desarrollar a Ellie como una joven adulta traumatizada mientras mantenía la inmadurez emocional y la jovialidad. Louise Griffin, de Radio Times, elogió la química de Ramsey con todos sus compañeros del elenco.